# 志愿军：雄兵出击
《志愿军：雄兵出击》（英語：The Volunteers: To the War）为《志愿军三部曲》系列电影第一部。该系列电影，是中国大陆战争题材系列电影，也是纪念“抗美援朝70周年”的献礼电影。影片改编自兰晓龙小说《战与祀》，由陈凯歌担任导演。《志愿军》三部曲以抗美援朝战争中的英雄群像为主角，讲述了自1950年10月至1953年7月三年间朝鮮戰爭历史。第一部《志愿军：雄兵出击》围绕着中国人民志愿军入朝打响的第一、二次战役展开故事。电影于2023年9月25日举行全国首映典礼，于9月28日在中国大陆及港澳地区上映。

## 剧情
《志愿军：雄兵出击》由张珂编剧，围绕决策出兵、初入朝鲜这一惊心动魄的阶段展开故事。影片呈现了三场重要战斗：第一次战役中志愿军首次歼灭韩军的两水洞战斗、第二次战役的西线清川江战役中14小时奔袭72.5公里的三所里战斗、以百人之力阻敌十几个小时的松骨峰阻击战。

## 演员

### 主要演员
| 演员   | 角色   | 备注                                                                                     |
| ------ | ------ | ---------------------------------------------------------------------------------------- |
| 唐国强 | 毛泽东 | 中国共产党中央委员会主席、中国共产党中央军事委员会主席、中华人民共和国中央人民政府主席。 |
| 王砚辉 | 彭德怀 | 中国人民志愿军司令员兼政治委员。                                                         |
| 刘劲   | 周恩来 | 中央人民政府政务院总理兼外交部长。                                                       |
| 辛柏青 | 李默尹 | 志愿军司令部高级参谋。虚构人物                                                           |
| 张颂文 | 伍修权 | 中国赴联合国代表团特派代表。                                                             |
| 黄晓明 | 江潮   | 志愿军第38军113师师长。                                                                  |
| 章子怡 | 唐笙   | 联合国同声传译员。                                                                       |
| 朱亚文 | 吴本正 | 归国军工专家。虚构人物                                                                   |
| 张子枫 | 李晓   | 中国赴联合国代表团翻译助理。虚构人物                                                     |
| 魏大勋 | 毛岸英 | 志愿军司令部机要秘书。                                                                   |
| 肖央   | 赵安南 | 爱国华侨、志愿运输队司机。虚构人物                                                       |
| 王骁   | 梁兴初 | 志愿军第38军军长。                                                                       |
| 陈飞宇 | 孙醒   | 志愿军第38军112师335团1营3连副连长。                                                     |
| 魏晨   | 戴如义 | 志愿军第38军112师335团1营3连连长。                                                       |
| 尹昉   | 杨少成 | 志愿军第38军112师335团1营3连指导员。                                                     |
| 张宥浩 | 杨三弟 | 志愿军第40军118师师部报务员。虚构人物                                                    |
| 海清   | 林巧稚 | 北京协和医院妇产科医生。                                                                 |

#### 其他演员
| 演员   | 角色   | 备注                                 |
| ------ | ------ | ------------------------------------ |
| 朱一龙 | 李想   | 志愿军第63军188师1营教导员。         |
| 杜淳   | 叶子龙 | 毛泽东机要秘书。                     |
| 贾冰   | 李涛   | 军委作战部部长。                     |
| 李乃文 | 韩先楚 | 支援军副司令员。                     |
| 郎月婷 | 龚普生 | 中国赴联合国代表团成员。             |
| 王传君 | 乔冠华 | 中国赴联合国代表团顾问。             |
| 林永健 | 聂荣臻 | 中央军委代总参谋长。                 |
| 王楷勝 | 邓华   | 志愿军第一副司令员兼第一副政治委员。 |
| 王伍福 | 朱德   | 中国人民解放军总司令。               |
| 武大靖 | 杨根思 | 志愿军第20军58师172团1营3连连长。    |
| 郭晓东 | 解方   | 志愿军参谋长                         |
| 孟阿賽 | 溫治印 | 志愿军38军113师337团团长             |
| 李光洁 | 朱月华 | 志愿军38军113师338团团长             |

## 制作和发行

### 电影制作
- 电影于2022年7月5日开机，2023年8月8日杀青，历时399天。开机前176名演员进行了长达近三个月的专业军事动作训练。
- 电影最初设想是上下两部，但最终决定为三部曲。

### 电影发行
- 2023年9月25日于北京举行全国首映典礼，由康辉主持并全网直播，9月27日于CCTV-3综艺频道播出。
- 2023年9月28日在中国大陆及香港、澳门上映。
- 电影主创为电影推广进行了系列全国路演，包括：
  - 第一阶段（团队东三省路演）：丹东（9月27日）、沈阳（9月28日）、长春（9月29日）、哈尔滨（9月30日）
  - 第二阶段（主演个人路演）：黄晓明青岛（10月2日）、肖央邯郸（10月3日）、王砚辉泉州（10月4日）、陈飞宇北京（10月5日）
  - 第三阶段（团队全国大城市路演）：上海（10月6日）、南京（10月8日）、长沙（10月9日）、西安（10月10日）、福州（10月11日）、厦门（10月12日）。
  - 第四阶段（团队高校路演）：北京高校（10月13日）、石家庄高校（10月21日）、武汉高校（10月22日）、成都高校（10月23日）

## 主题曲
| 曲序 | 曲目               |      | 作曲          | 演唱 |
| ---- | ------------------ | ---- | ------------- | ---- |
| 1.   | 繁花依旧（主题曲） | 清彦 | 刘兆伦/丁嘉昱 | 周深 |

## 獎項
| 年份 | 頒獎典禮                   | 獎項         | 入圍者               | 結果 |
| ---- | -------------------------- | ------------ | -------------------- | ---- |
| 2023 | 第十五屆澳門國際電影節     | 最佳影片     | 《志願軍：雄兵出擊》 | 提名 |
| 2023 | 第十五屆澳門國際電影節     | 最佳導演     | 陳凱歌               | 提名 |
| 2023 | 第十五屆澳門國際電影節     | 最佳編劇     | 張珂                 | 提名 |
| 2023 | 第十五屆澳門國際電影節     | 最佳攝影     | 趙非                 | 提名 |
| 2023 | 第十五屆澳門國際電影節     | 最佳新人     | 張子楓               | 提名 |
| 2023 | 第十五屆澳門國際電影節     | 最佳新人     | 張宥浩               | 提名 |
| 2024 | 第37届大众电影百花奖       | 最佳影片     | 《志愿军：雄兵出击》 | 獲獎 |
| 2024 | 第37届大众电影百花奖       | 最佳男配角   | 张颂文、魏大勋       | 提名 |
| 2024 | 第37届大众电影百花奖       | 最佳女配角   | 海清                 | 提名 |
| 2024 | 第19届中国长春电影节金鹿奖 | 最佳影片     | 《志愿军：雄兵出击》 | 獲獎 |
| 2025 | 第20届华表奖               | 优秀故事片奖 | 《志愿军：雄兵出击》 | 獲獎 |

## 评价
兰州大学文学院副教授周仲谋评价说，电影《志愿军：雄兵出击》采用了《长津湖》式的战争史诗格局，注重呈现震撼性视听效果，是对抗美援朝题材电影创作的延续和发展。电影关注西线战场，着重展现了志愿军入朝首战告捷的两水洞战斗、三所里战斗和龙源里战斗，以及松骨峰战斗。影片中的人物塑造采用真实性与典型性和概括性相结合的方式，表达了对生命的人文关怀，体现了影片创作者试图以影像演绎和再现历史真实的努力。